# Miguel Alemán, Uxpanapa
Miguel Alemán är en ort i Mexiko.   Den ligger i kommunen Uxpanapa och delstaten Veracruz, i den sydöstra delen av landet, 500 km sydost om huvudstaden Mexico City. Miguel Alemán ligger 78 meter över havet och antalet invånare är 141.
Terrängen runt Miguel Alemán är platt åt nordväst, men åt sydost är den kuperad.  Trakten runt Miguel Alemán är nära nog obefolkad, med mindre än två invånare per kvadratkilometer. Närmaste större samhälle är Poblado 10, 19,7 km öster om Miguel Alemán. I omgivningarna runt Miguel Alemán växer i huvudsak städsegrön lövskog.